# Kobayakawa Takakage
En aquest nom japonès, el cognom és Kobayakawa.
Kobayakawa Takakage (小早川隆景, 1533-1597) va ser un samurai vassall de Toyotomi Hideyoshi durant el període Sengoku de la història del Japó.
Va ser fill de Mori Motonari i adoptat posteriorment pel líder del clan Kobayakawa, per la qual cosa Takakage va prendre el seu nom i va heretar el lideratge del seu pare adoptiu el 1545.
Com a líder del clan va augmentar el seu feu a la regió Chūgoku regió (part de l'est de Honshu) i va lluitar pel clan Mori en totes les seves campanyes. Tot i que inicialment es va oposar tant a Oda Nobunaga i Hideyoshi Toyotomi, finalment li va jurar lleialtat a aquest últim i va entrar al seu servei, pel que va ser recompensat amb dominis a la província d'Iyo a Shikoku i en la província de Chikuzen a Kyūshū, comptabilitzant 350.000 koku.
Takakage va prendre part de les invasions japoneses a Corea organitzades per Hideyoshi.